# Velika nagrada Belgije 1998
Velika nagrada Belgije 1998 je bila trinajsta dirka Svetovnega prvenstva Formule 1 v sezoni 1998. Odvijala se je 30. avgusta 1998. Zmagal je Damon Hill iz moštva Jordan, medtem ko se je na drugo mesto uvrstil njegov moštveni kolega Ralf Schumacher. Tretje mesto je zasedel Jean Alesi iz moštva Sauber.

## Poročilo
Dirka je v celoti potekala po izjemno deževnem vremenu. V prvem krogu je oblast nad dirkalnikom izgubil David Coulthard iz moštva McLaren-Mercedes, kar je sprožilo množično trčenje trinajstih dirkalnikov in prekinitev dirke. Ko so razbitine odstranili s steze, je po več kot eni uri prišlo do ponovnega štarta, ki se ga niso udeležili štirje dirkači, katerih dirkalniki so bili poškodovani v množičnem trčenju. Kratko po ponovnem štartu se je v prvem ovinku zavrtel Mika Häkkinen iz moštva McLaren-Mercedes, sicer vodilni v dirkaškem prvenstvu, nakar je v njegov dirkalnik trčil Johnny Herbert iz moštva Sauber, kar je povzročilo odstopa obeh dirkačev. Že v naslednjem ovinku je McLaren-Mercedes dokončno izgubil priložnost za dobro uvrstitev, saj je Coulthard s svojim dirkalnikom po boju in trčenju z Alexandrom Wurzem iz moštva Benetton končal v gramozu. Coulthardu se je uspelo vrniti na stezo in nadaljevati dirko s precejšnjim zaostankom za vodilnimi dirkači, medtem ko je Wurz odstopil.
Vodstvo je po ponovnem štartu prevzel Damon Hill iz moštva Jordan, ki ga je obdržal do osmega kroga, ko ga je prehitel Michael Schumacher iz moštva Ferrari. Do 24. kroga je Schumacher nabral prednost približno 37 sekund pred Hillom, preden se je približal Coulthardu, ki je zaostajal za krog in dirkal na devetem mestu. Coulthardu so iz boksov povedali, naj spusti Schumacherja predse, nakar je upočasnil, vendar je ostal sredi idealne dirkaške linije. Zaradi pršenja vode Schumacher ni pravočasno opazil Coultharda ter je trčil v zadnji del njegovega dirkalnika. Ker mu je med trčenjem odneslo sprednje kolo, je Schumacher moral pripeljati dirkalnik v bokse in odstopiti. Coulthard je prav tako pripeljal dirkalnik v bokse in odstopil zaradi odpadlega zadnjega krila. Kmalu zatem je Giancarlo Fisichella iz moštva Benetton trčil v zadnji del dirkalnika Šindžija Nakana iz moštva Minardi ter je na stezo zapeljal varnostni avto, Fisichella pa je zaradi močno poškodovanega dirkalnika odstopil. V tem trenutku so bili na stezi le šesti dirkači, medtem ko so bile prvenstvene točke podeljevane za uvrstitve od prvega do šestega mesta. Coulthardu in Nakanu so zaradi možnosti uvrstitve med dobitnike točke v primeru nadaljnjih odstopov popravili dirkalnika ter sta se oba vrnila na stezo z zaostankom petih krogov za vodilnimi dirkači.
Po odstopu Michaela Schumacherja se je Hill vrnil na prvo mesto, drugi pa je bil Ralf Schumacher, kar je pomenilo dvojno vodstvo za moštvo Jordan. Ralf Schumacher je bil hitrejši od Hilla ter so pri moštvu Jordan ukazali Hillu, naj ga spusti predse. Hill je to možnost zavrnil in povedal lastniku moštva Eddieju Jordanu, da obstaja tveganje trčenja in izgube dvojne zmage v primeru boja obeh dirkačev. Hill in Ralf Schumacher sta nato dobila ukaz, naj obdržita položaja ter je moštvo Jordan z dvojno zmago doseglo svojo sploh prvo zmago v 126. nastopu na dirkah Formule 1. Za Hilla je bila ta zmaga 22. in zadnja, stopničke pa 42. in prav tako zadnje v Formuli 1. Tretje mesto je zasedel Jean Alesi iz moštva Sauber, kar je bila prva uvrstitev tega moštva na stopničke po Veliki nagradi Madžarske 1997, ko je tretje mesto zasedel Johnny Herbert. Za Alesija je bila ta uvrstitev na stopničke 32. in zadnja v Formuli 1. Med dobitnike točk so se uvrstili še Heinz-Harald Frentzen iz moštva Williams, Pedro Diniz iz moštva Arrows in Jarno Trulli iz moštva Prost, ki je za zmagovalcem zaostal za dva kroga in osvojil edino točko svojega moštva v sezoni 1998. Coulthard in Nakano sta s petimi krogi zaostanka za zmagovalcem zasedla sedmo oziroma osmo mesto.

## Rezultati

### Kvalifikacije
| Poz | Št | Dirkač                | Konstruktor         | Čas      | Zaostanek |
| --- | -- | --------------------- | ------------------- | -------- | --------- |
| 1   | 8  | Mika Häkkinen         | McLaren-Mercedes    | 1:48,682 | Pole      |
| 2   | 7  | David Coulthard       | McLaren-Mercedes    | 1:48,845 | +0,163    |
| 3   | 9  | Damon Hill            | Jordan-Mugen-Honda  | 1:49,728 | +1,046    |
| 4   | 3  | Michael Schumacher    | Ferrari             | 1:50,027 | +1,345    |
| 5   | 4  | Eddie Irvine          | Ferrari             | 1:50,189 | +1,507    |
| 6   | 1  | Jacques Villeneuve    | Williams-Mecachrome | 1:50,204 | +1,522    |
| 7   | 5  | Giancarlo Fisichella  | Benetton-Playlife   | 1:50,462 | +1,780    |
| 8   | 10 | Ralf Schumacher       | Jordan-Mugen-Honda  | 1:50,501 | +1,819    |
| 9   | 2  | Heinz-Harald Frentzen | Williams-Mecachrome | 1:50,686 | +2,004    |
| 10  | 14 | Jean Alesi            | Sauber-Petronas     | 1:51,189 | +2,507    |
| 11  | 6  | Alexander Wurz        | Benetton-Playlife   | 1:51,648 | +2,966    |
| 12  | 15 | Johnny Herbert        | Sauber-Petronas     | 1:51,851 | +3,169    |
| 13  | 12 | Jarno Trulli          | Prost-Peugeot       | 1:52,572 | +3,890    |
| 14  | 18 | Rubens Barrichello    | Stewart-Ford        | 1:52,670 | +3,988    |
| 15  | 11 | Olivier Panis         | Prost-Peugeot       | 1:52,784 | +4,102    |
| 16  | 16 | Pedro Diniz           | Arrows              | 1:53,037 | +4,355    |
| 17  | 19 | Jos Verstappen        | Stewart-Ford        | 1:53,149 | +4,467    |
| 18  | 17 | Mika Salo             | Arrows              | 1:53,207 | +4,525    |
| 19  | 21 | Toranosuke Takagi     | Tyrrell-Ford        | 1:53,237 | +4,555    |
| 20  | 20 | Ricardo Rosset        | Tyrrell-Ford        | 1:54,850 | +6,168    |
| 21  | 22 | Šindži Nakano         | Minardi-Ford        | 1:55,084 | +6,402    |
| 22  | 23 | Esteban Tuero         | Minardi-Ford        | 1:55,520 | +6,838    |

### Dirka
| Poz | Št | Dirkač                | Konstruktor         | Krogi | Čas/Odstop  | Št. m. | Toč |
| --- | -- | --------------------- | ------------------- | ----- | ----------- | ------ | --- |
| 1   | 9  | Damon Hill            | Jordan-Mugen-Honda  | 44    | 1:43:47,407 | 3      | 10  |
| 2   | 10 | Ralf Schumacher       | Jordan-Mugen-Honda  | 44    | + 0,932 s   | 8      | 6   |
| 3   | 14 | Jean Alesi            | Sauber-Petronas     | 44    | + 7,240 s   | 10     | 4   |
| 4   | 2  | Heinz-Harald Frentzen | Williams-Mecachrome | 44    | + 32,243 s  | 9      | 3   |
| 5   | 16 | Pedro Diniz           | Arrows              | 44    | + 51,682 s  | 16     | 2   |
| 6   | 12 | Jarno Trulli          | Prost-Peugeot       | 42    | +2 kroga    | 13     | 1   |
| 7   | 7  | David Coulthard       | McLaren-Mercedes    | 39    | +5 krogov   | 2      |     |
| 8   | 22 | Šindži Nakano         | Minardi-Ford        | 39    | +5 krogov   | 21     |     |
| Ods | 5  | Giancarlo Fisichella  | Benetton-Playlife   | 26    | Trčenje     | 7      |     |
| Ods | 3  | Michael Schumacher    | Ferrari             | 25    | Trčenje     | 4      |     |
| Ods | 4  | Eddie Irvine          | Ferrari             | 25    | Zavrten     | 5      |     |
| Ods | 23 | Esteban Tuero         | Minardi-Ford        | 17    | Menjalnik   | 22     |     |
| Ods | 1  | Jacques Villeneuve    | Williams-Mecachrome | 16    | Zavrten     | 6      |     |
| Ods | 21 | Toranosuke Takagi     | Tyrrell-Ford        | 10    | Zavrten     | 19     |     |
| Ods | 19 | Jos Verstappen        | Stewart-Ford        | 8     | Motor       | 17     |     |
| Ods | 8  | Mika Häkkinen         | McLaren-Mercedes    | 0     | Trčenje     | 1      |     |
| Ods | 6  | Alexander Wurz        | Benetton-Playlife   | 0     | Trčenje     | 11     |     |
| Ods | 15 | Johnny Herbert        | Sauber-Petronas     | 0     | Trčenje     | 12     |     |
| DNS | 18 | Rubens Barrichello    | Stewart-Ford        | 0     | Trčenje*    | 15     |     |
| DNS | 11 | Olivier Panis         | Prost-Peugeot       | 0     | Trčenje*    | 14     |     |
| DNS | 17 | Mika Salo             | Arrows              | 0     | Trčenje*    | 18     |     |
| DNS | 20 | Ricardo Rosset        | Tyrrell-Ford        | 0     | Trčenje*    | 20     |     |

- * Niso se pojavili na ponovnem štartu.